# Bánh mì
Bánh mì este termenul vietnamez pentru un anumit tip de sandwich. Inițial a fost denumirea pentru tot felul de pâine. Bagueta, care este folosită mai ales pentru bánh mì, a fost introdusă de francezi în Indochina în timpul colonialismului și a devenit cea mai populară formă de pâine.  Spre deosebire de bagueta franceză, vietnameza bánh mì este puțin mai aerisită și are o crustă mai subțire, care se datorează făinii de orez adăugată. 
Bánh mì este denumit in multe tari ca sandwich vietnamez, în Statele Unite ca un vietnamez Po“ boy (pronunțat local, în New Orleans, din poor boy = băiat sărac), respectiv. Bánh mì combină ingrediente din bucătăria franceză cu produse din bucătăria vietnameză, cum ar fi coriandru lung, sos de pește și morcovi murati. Bánh mì este adesea servit cu omletă, de obicei preparată cu arpagic. 
În 2011, termenul Bánh mì a fost adăugat în Oxford English Dictionary. Pe 24 În martie 2020, motorul de căutare Google a adăugat Bánh mì cu un Google Doodle și l-la făcut astfel mai cunoscut.